# مات كاشينج
مات كاشينج (بالإنجليزية: Matt Cushing)‏ هو لاعب كرة قدم أمريكية أمريكي، ولد في 2 يوليو 1975 في ساوث بند في الولايات المتحدة.

## وصلات خارجية
- مات كاشينج على موقع مرجع كرة القدم المحترفة.كوم (الإنجليزية)
- مات كاشينج على موقع JustSportsStats.com (الإنجليزية)